# دانيا بن ساسي
دانيا بن ساسي (بالأمازيغية ⴷⴰⵏⵢⴰ ⴱⵏ ⵙⴰⵙⵉ) مغنية ليبية ولدت سنة 1988 بمدينة بلغراد بيوغوسلافيا (حاليا صربيا).
اشتهرت بن ساسي ابتداءا من سنة 2011 من خلال أداءها لأغاني باللغة الأمازيغية مساندة للثورة في ليبيا. بلغت شهرة دانيا بن ساسي أن شاركت مع المغني العالمي إيدير أداءه أغنيته فافا إنوفا خلال حفل بباريس سنة 2013.

## حياتها
ولدت دانيا بن ساسي سنة 1988 بمدينة بلغراد من أب أمازيغي ليبي من مدينة زوارة، وأم صربية. والد دانيا هو الذي شجعها على الغناء وهو من يكتب كلمات أغانيها، يلحنها ويدير أعمالها. والد دانيا بن ساسي كان منفيا لصربيا نظرا لمعارضته لنظام معمر القذافي، ولكونه مناضلا مساندا لحقوق الأمازيغية.

## موسيقى
شاركت دانيا بن ساسي في عدة مهرجانات دولية مثل مهرجان ثويزا بطنجة (المغرب) ومهرجانات أخرى بفرنسا وإيطاليا.
من أشهر أغاني دانيا بن ساسي نجد:
- أكًراولي إثري النغ - ⴰⴳⵔⴰⵡⵍⵉ ⵉⵜⵔⵉ ⵏⴻⵖ (الثائر نجمنا)
- تيدت - ⵜⵉⴷⴻⵜ (الحقيقة)
- نوميديا - ⵏⵓⵎⵉⴷⵉⵢⴰ
- أبريد ن تيللًي - ⴰⴱⵔⵉⴷ ⵏ ⵜⵉⵍⴻⵍⵍⵉ (طريق الحرية)